# Halicz (góra)
Halicz (1333 m) – trzeci pod względem wysokości szczyt w polskiej części Bieszczadów i całych Bieszczadach Zachodnich.

## Położenie i topografia
Położony jest we wschodniej części grupy Tarnicy, pomiędzy Kopą Bukowską a Rozsypańcem. Jest zwornikiem dla biegnącego w kierunku wschodnim grzbietu kulminującego w Wołowym Garbie. Płaska kopa Wołowego, błędnie nazywana Małym Haliczem, oddzielona jest od Halicza niewielką przełęczą Sidło. Masyw Halicza piętrzy się trójkątną sylwetką ponad kotłem źródłowym Wołosatki i doliną górnego Sanu. Zbudowany z twardych piaskowców i łupków krośnieńskich. W partiach szczytowych częste wychodnie, grzędy i rumowiska skalne. Ze wschodniego stoku Halicza, na wysokości 1200 m, wypływa potok o nazwie Halicz, będący lewym dopływem Sanu.
Pochodzenie nazwy szczytu nie zostało dostatecznie wyjaśnione.
Szczyt w całości pokrywa połonina tylko tu i ówdzie okraszona skalnymi występami. Połoninę wykorzystywali Bojkowie, dawni mieszkańcy tych ziem. Pierwotnym źródłem ich utrzymania była hodowla, głównie wypas wołów wysoko na połoninach oraz krów i owiec niżej w pobliżu wsi. Przykładowo na  połoninach Halicza w 1913 pasło się 1900 wołów. Równie duże stada wypasano na połoninach Bukowego Berda, Połoniny Caryńskiej i Połoniny Wetlińskiej. Załamanie tradycyjnej gospodarki pasterskiej nastąpiło w wyniku zniesienia serwitutów pastwiskowych. Według węgierskich kronik w średniowieczu zbiegały się tu granice Polski, Węgier i Rusi. Góra ta dawniej cieszyła się złą sławą. Podobno była miejscem urzędowania beskidzkich zbójów i opryszków. W okresie walk z oddziałami UPA na Haliczu odbywały się egzekucje mieszkańców okolicznych wsi, którym udowodniono współpracę z wojskiem polskim. Służyła temu zbudowana przez banderowców na szczycie specjalna szubienica.

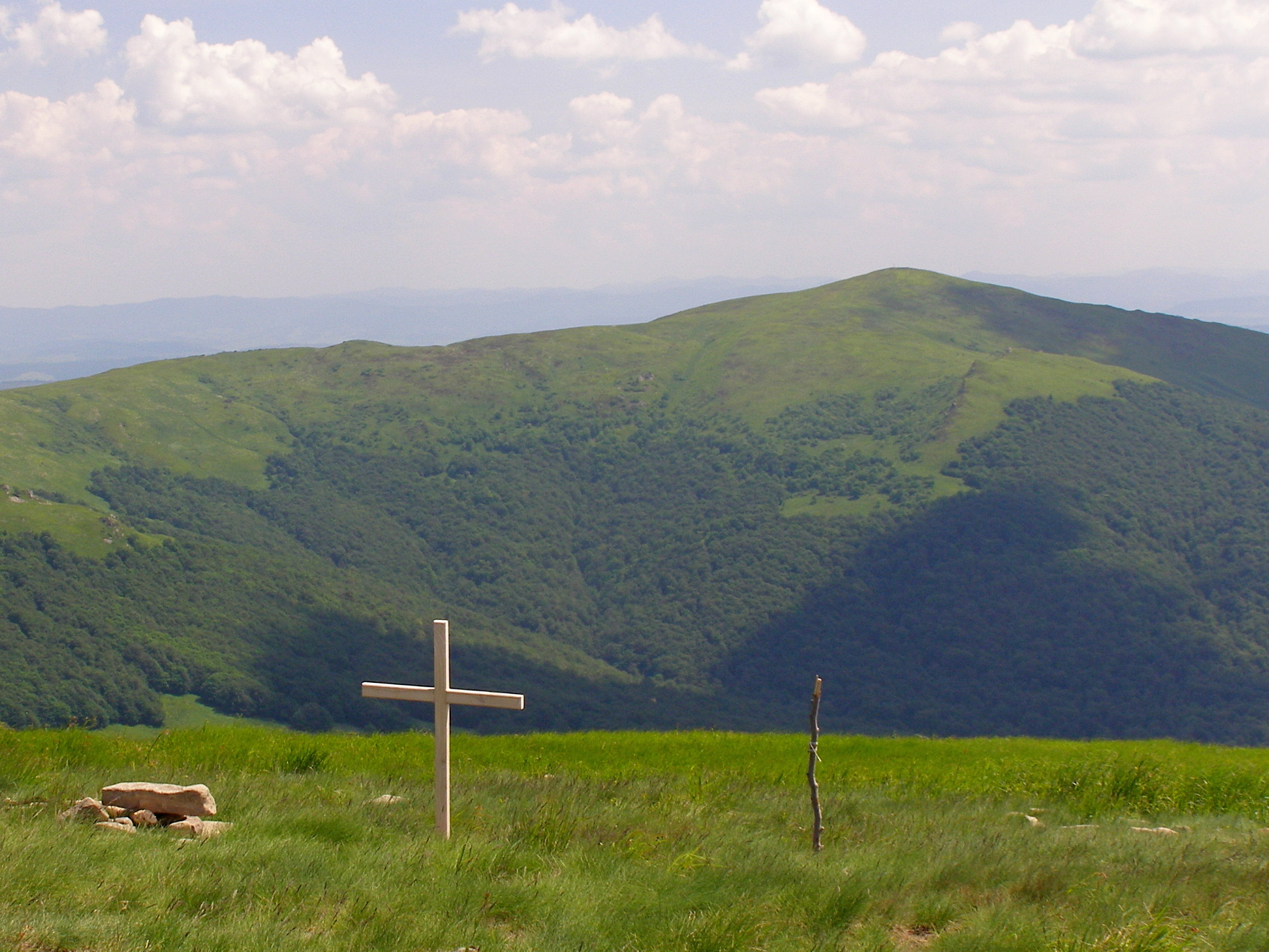
Widok z Tarnicy
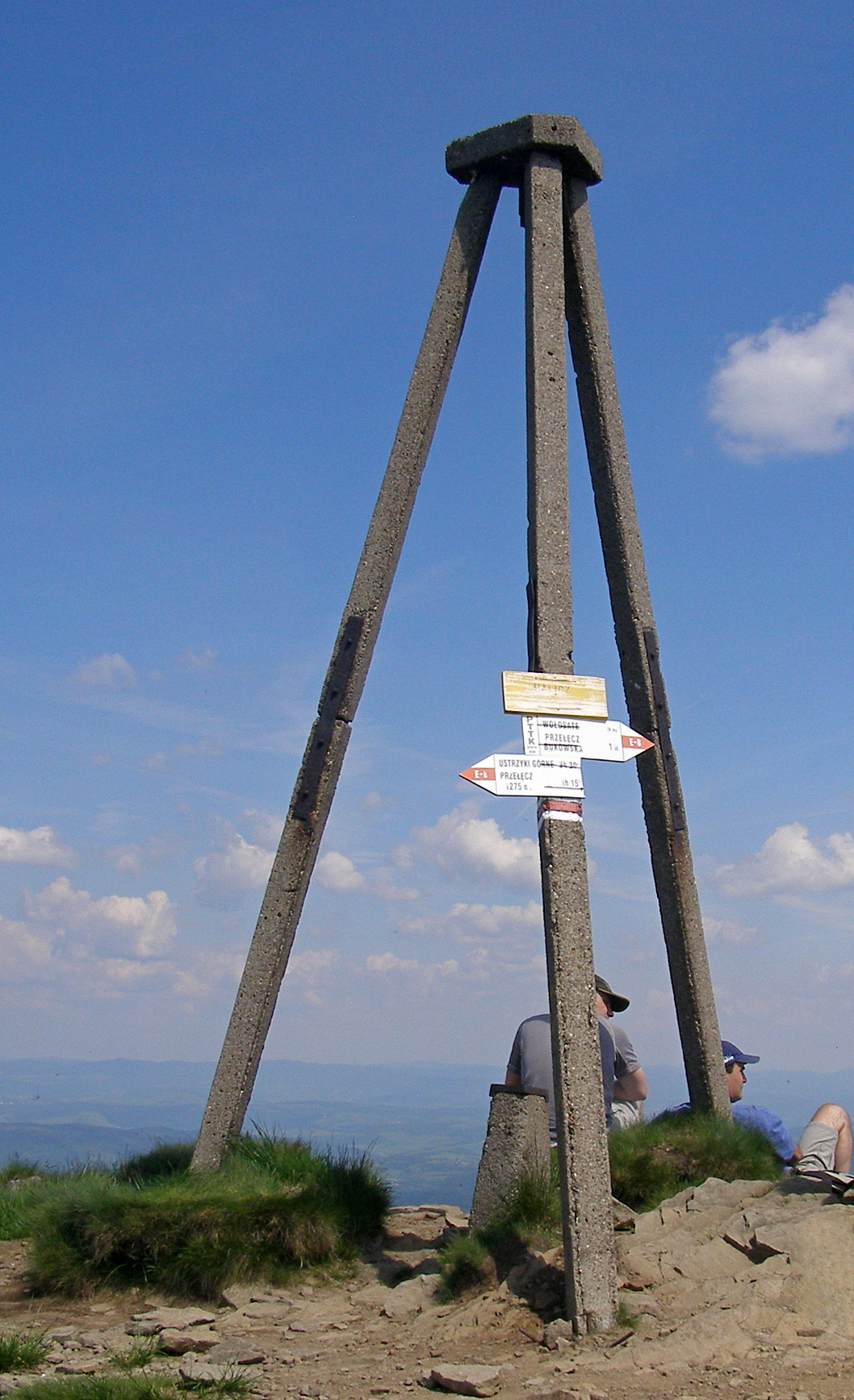
Wieża triangulacyjna na szczycie
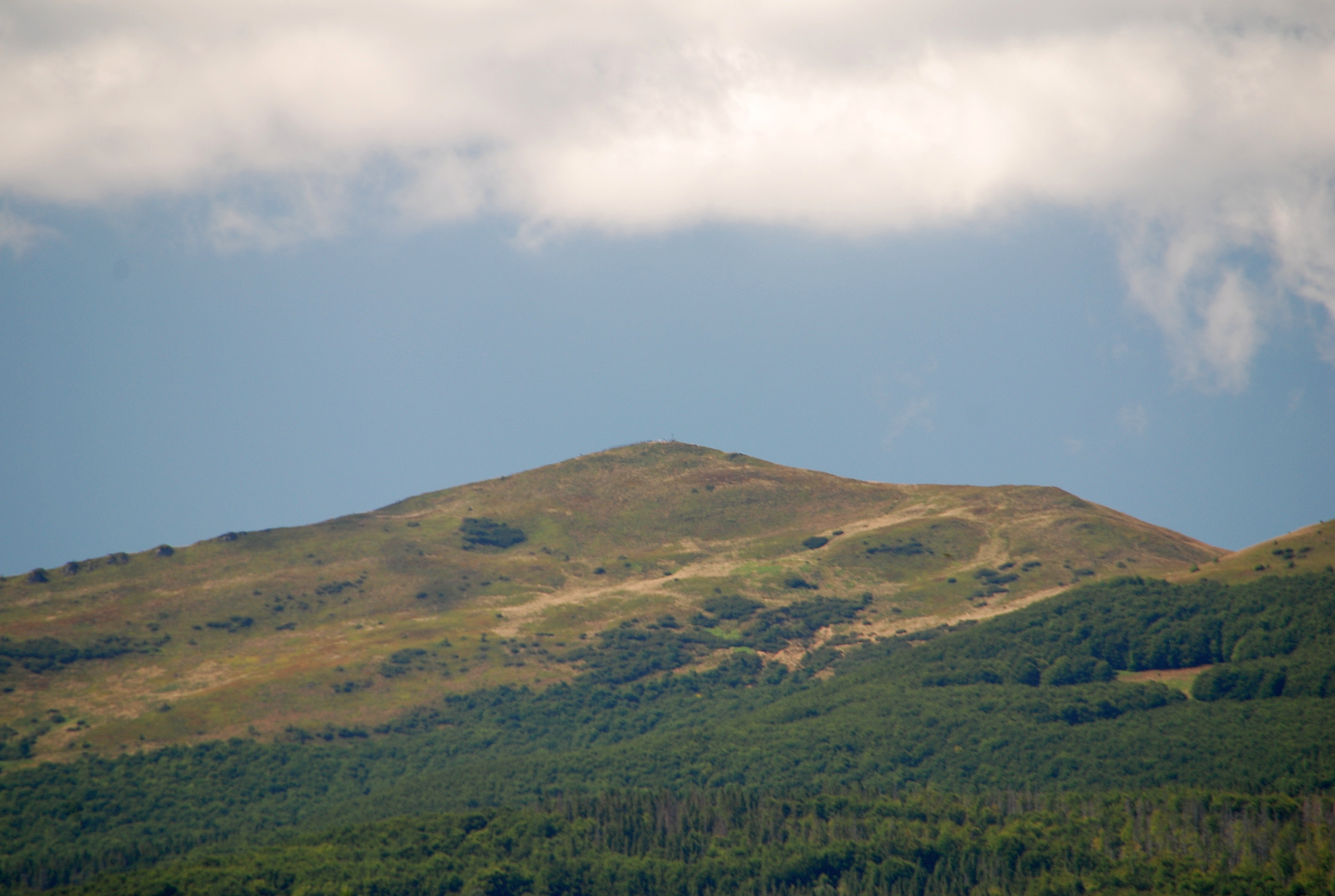
Widok z doliny górnego Sanu

## Przyroda
Na północno-wschodnich zboczach Halicza rosną naturalne lasy świerkowe. W paśmie połonin ciekawa flora i fauna. Z rzadkich w Polsce roślin występuje tutaj m.in. arnika górska, chaber Kotschyego, tojad bukowiński, zaraza macierzankowa i turzyca dacka. Gatunkiem endemicznym jest wilczomlecz karpacki. Miejsce kosówki zajmuje tutaj olsza kosa. Z ptaków najliczniej reprezentowany jest siwarnik i kruk. Z ssaków liczebnościowo dominują darniówki zwyczajne.

## Turystyka
Halicz znany jest z rozległych widoków. Dzięki dookolnej panoramie przy dobrej widzialności można dostrzec ukraińską część Bieszczadów: Połoninę Bukowską z Kińczykiem Bukowskim, Połoninę Równą, Starostynę, Pikuj, Czorną Repę oraz dalekie szczyty Popadii i Wielkiej Sywuli w Gorganach. Dobrze widać stąd górną część doliny Sanu ciągnącą się w stronę Przełęczy Użockiej i na północy dominującą w krajobrazie Magurę Łomniańską. Wspaniale prezentuje się ze szczytu dolina Wołosatki oraz wznoszące się nad nią w kierunku zachodnim grzbiety grupy Tarnicy.
Widokowy szczyt budził zainteresowanie turystów. Na początku XX w. wprost na połoninę Halicza prowadziła jezdna droga od cerkwi w Tarnawie Niżnej. Pierwszy szlak turystyczny na Halicz wyznakowano kolorem niebieskim w 1933 z Sianek. Także z Sianek w 1909 dokonano pierwszego zimowego wejścia na Halicz. W okresie powojennym Halicz przez długie lata był końcowym punktem Głównego Szlaku Beskidzkiego i wejść można było na niego z Ustrzyk Górnych. Jego trasę z Komańczy do Halicza wytyczyła w 1953 dwuosobowa ekipa z PTTK z Krakowa Władysław Krygowski i Edward Moskała. W 1975 szlak przedłużono z Halicza na Rozsypaniec, a w 1980 dalej do Wołosatego. 5 sierpnia 1953, korzystając z urlopu naukowego, szczyt zdobył ks. dr Karol Wojtyła, wędrując z Ustrzyk Górnych.

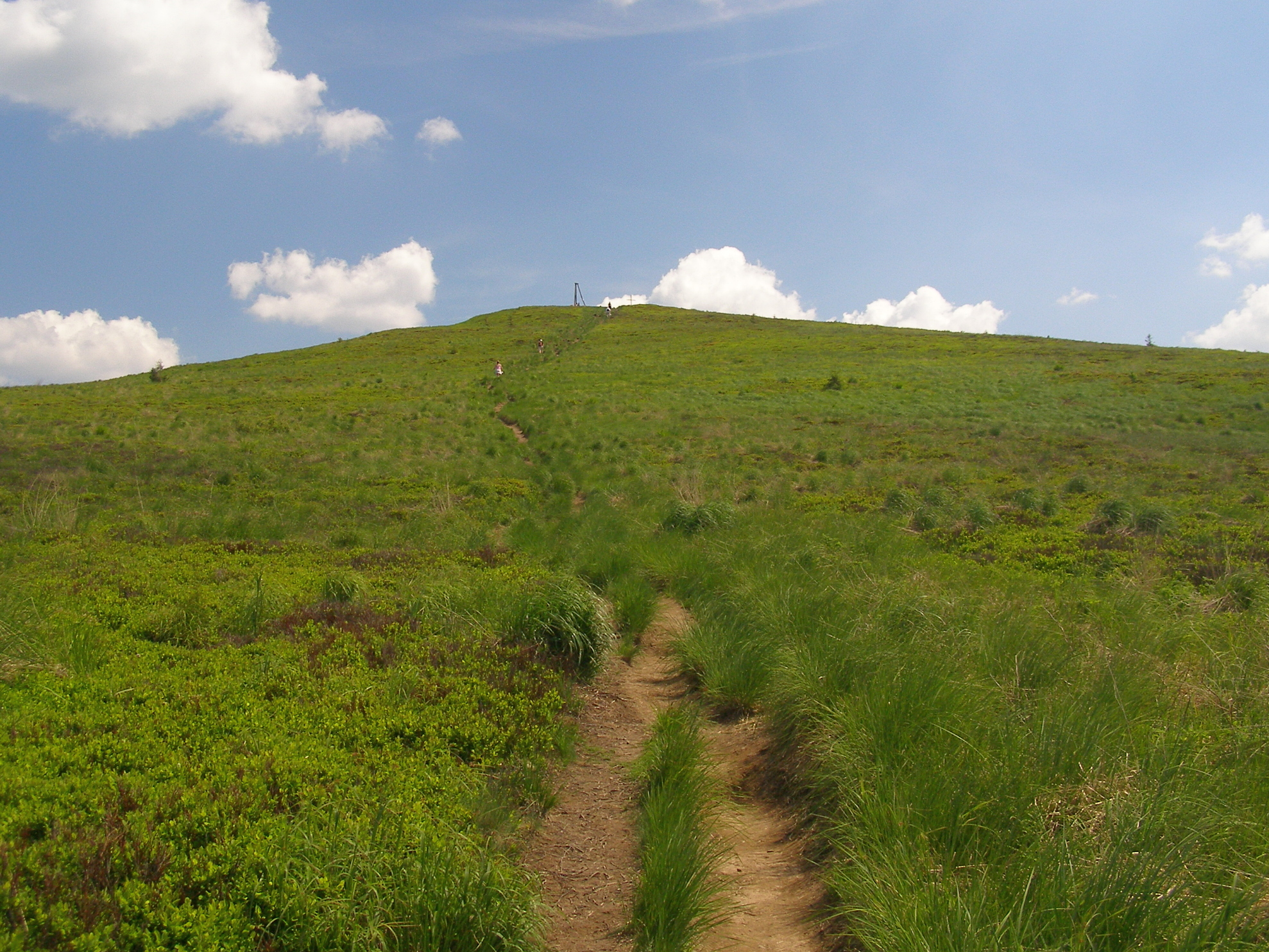
Pod szczytem
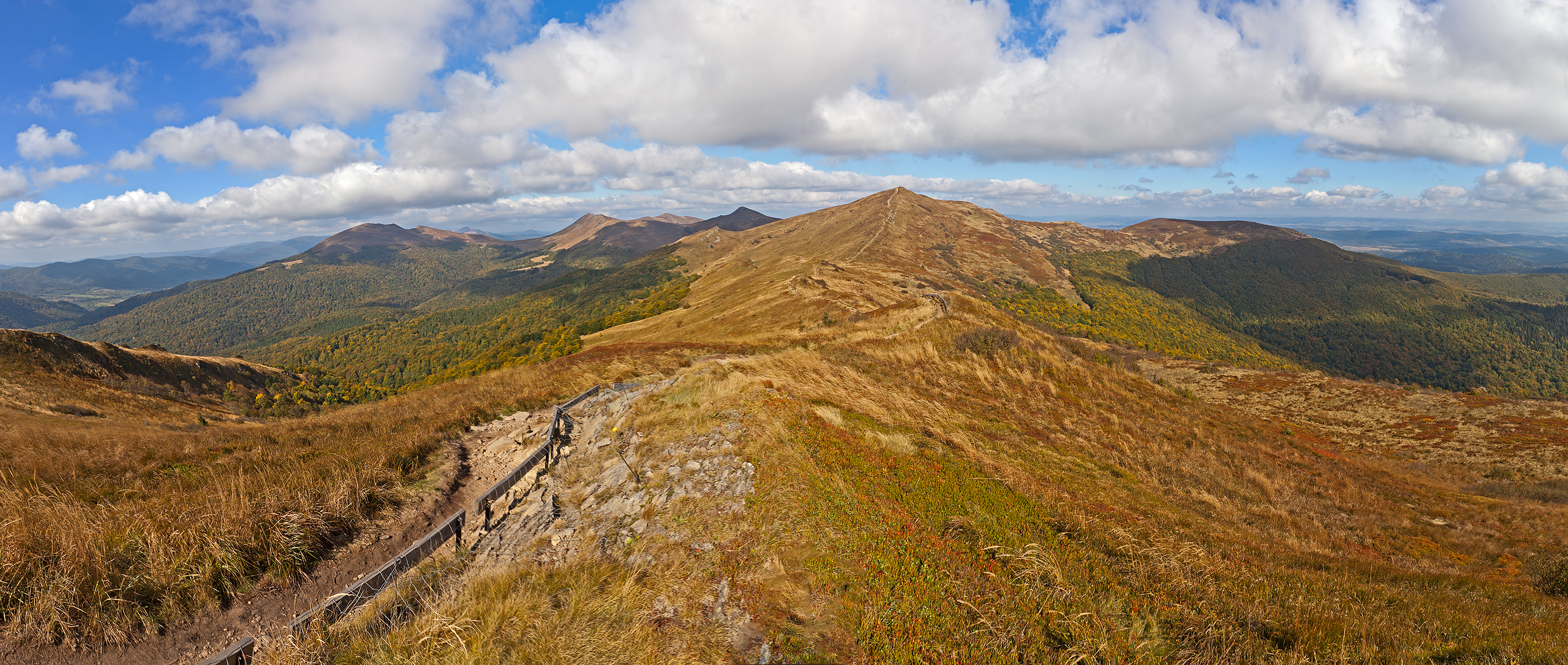
Widok z Rozsypańca
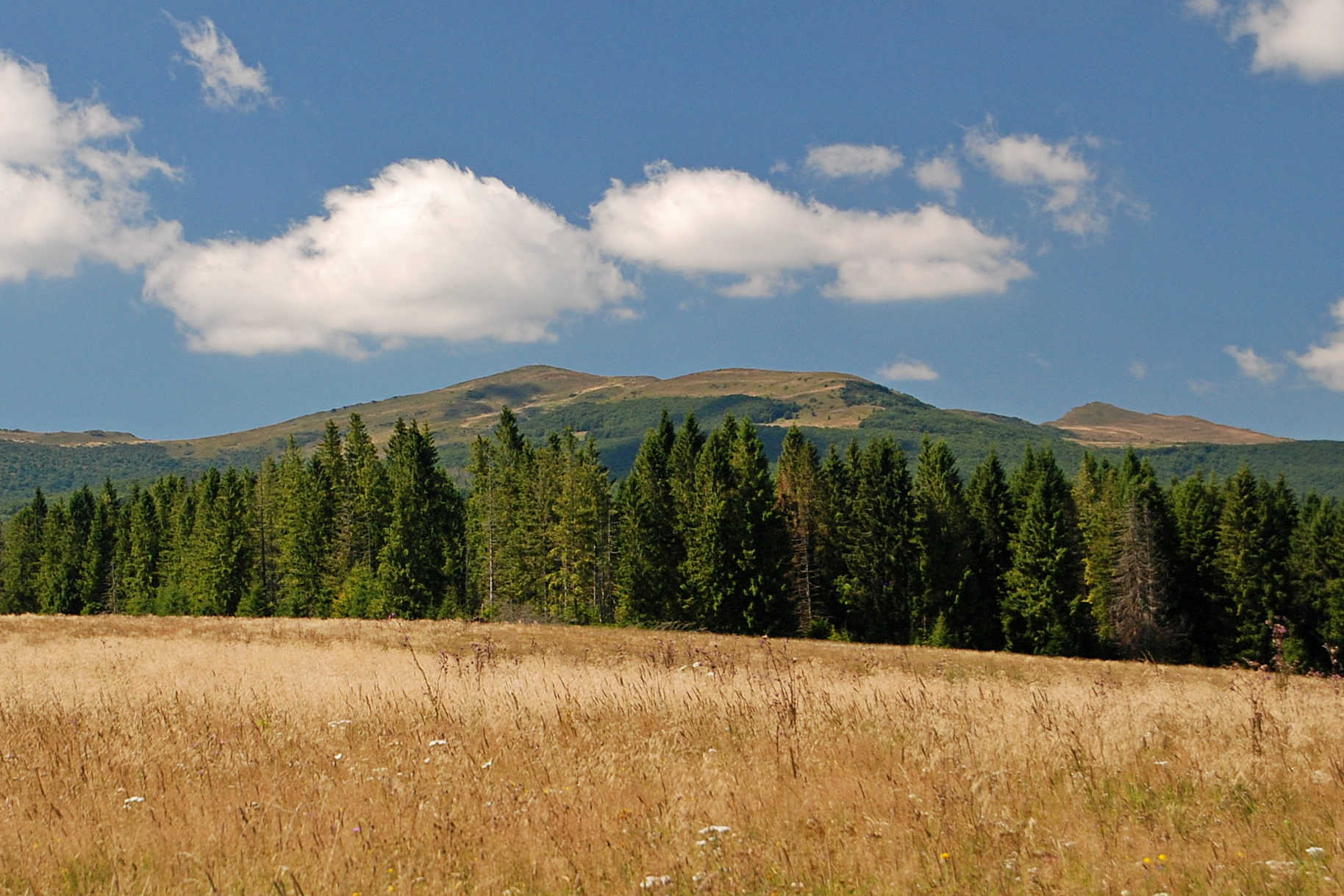
Widok z Beniowej (od lewej): Halicz, Wołowy Garb, Kopa Bukowska

### Piesze szlaki turystyczne
szlak czerwony Wołosate – Rozsypaniec – Halicz – Przełęcz pod Tarnicą – Szeroki Wierch – Ustrzyki Górne (fragment Głównego Szlaku Beskidzkiego):
- z Wołosatego przez Rozsypaniec 3 h 35 min (↓ 2 h 30 min)
- z Przełęczy pod Tarnicą 1 h 35 min (↓ 1 h 15 min)